# Тав-Бузлар
Тав-Бузла́р (укр. Тав-Бузлар, крымскотат. Tav Buzlar, Тав Бузлар) — исчезнувшее село в Черноморском районе Республики Крым, располагавшееся на самом востоке района, у границы с Первомайским, в Донузлавской балке степного Крыма, примерно в 3,5 километрах севернее современного села Ленское.

## История
Первое документальное упоминание села встречается в Камеральном Описании Крыма… 1784 года, судя по которому, в последний период Крымского ханства Албазар входил в Шейхелский кадылык Козловскаго каймаканства. После присоединения Крыма к России (8) 19 апреля 1783 года, (8) 19 февраля 1784 года, именным указом Екатерины II сенату, на территории бывшего Крымского ханства была образована Таврическая область и деревня была приписана к Евпаторийскому уезду. После павловских реформ, с 1796 по 1802 год входила в Акмечетский уезд Новороссийской губернии. По новому административному делению, после создания 8 (20) октября 1802 года Таврической губернии, Тав-Бузлар был включён в состав Хоротокиятской волости Евпаторийского уезда.
По Ведомости о волостях и селениях, в Евпаторийском уезде с показанием числа дворов и душ… от 19 апреля 1806 года, в деревне Тав-Базар числилось 8 дворов, 48 крымских татар, 9 цыган и 2 ясыров. На военно-топографической карте генерал-майора Мухина 1817 года деревня Тавбозар обозначена с 7 дворами. После реформы волостного деления 1829 года Тавбузар, согласно «Ведомости о казённых волостях Таврической губернии 1829 г» отнесли к Аксакал-Меркитской волости (переименованной из Хоротокиятской). Видимо, вследствие эмиграции крымских татар в Турцию, деревня опустела и на карте 1842 года Тав-Бузав уже обозначен как развалины.
Возрожено поселение, судя по доступным историческим документам, уже после земской реформы Александра II, в составе Курман-Аджинской волости, в конце XIX века, поскольку вновь встречается в «…Памятной книжке Таврической губернии на 1892 год», в которой о деревне Тавбузар, входившей в Дениз-Байчинский участок, никаких сведений, кроме названия, не приведено. В дальнейшем в памятных книжках и материалах переписи 1926 года не встречается, но обозначался на картах. Есть на карте Стрельбицкого 1920 года, на карте Крымского статистического управления 1922 года — как Тов-Бузлар, а на карте статуправления 1926 года селения уже нет и в дальнейшем в доступных источниках не встречается.